# Дзалісі

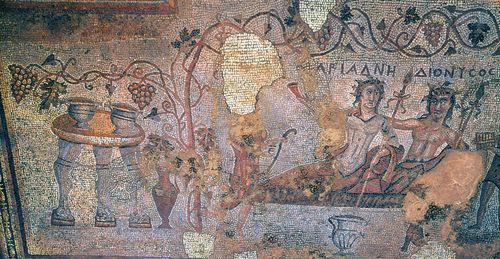
Мозаїка з Дзалісі

Дзалісі (груз. ძალისი) є історичним селом у Грузії, розташованим у Мухранській долині, за 40 км на північний захід від Тбілісі, і за 20 км на північний захід від Мцхети.
Це Залісса (дав.-гр. Ζάλισσα), яка згадується Клавдієм Птолемеєм (90-168), як одне з головних міст стародавнього іберійського царства (Geographia; § 10, 3).

## Археологія
У ході археологічних розкопок 1972—1974 років були виявлені: руїни чотирьох палаців, вулиці, мощені прямокутними керамічними плитами, гіпокаустичні лазні, каналізаційний колектор та водопровід з керамічних труб, акрополь, плавальний басейн, адміністративна частина, казарми для солдатів і кладовище. Знайдено безліч архітектурних деталей (в тому числі базальтові бази та капітелі колон).
Підлогу однієї з вілл покрито мозаїкою, яка разом з мозаїкою з Піцунди, є, безумовно, найстарішою зі знайдених на Кавказі. Стиль мозаїки дозволяє датувати її 300 роками н. е.. Її центральна частина зображує Аріадну та Діоніса під час бенкету.